# Ilie Bărbulescu
Ilie Bărbulescu (* 24. Juni 1957 in Pitești, Kreis Argeș; † 1. Februar 2020 ebenda) war ein rumänischer Fußballspieler und -trainer. Er bestritt insgesamt 357 Spiele in der höchsten rumänischen Fußballliga, der Divizia A, und kam auf fünf Länderspiele. Bărbulescu gewann 1986 mit Steaua Bukarest den Europapokal der Landesmeister.

## Karriere als Spieler

### Verein
Bărbulescu begann mit dem Fußballspielen in seiner Heimatstadt Pitești beim FC Argeș. Im Jahr 1974 rückte er im Alter von 17 Jahren in die erste Mannschaft auf und kam am 9. November 1974 gegen FCM Reșița zu seinem ersten Einsatz in der höchsten rumänischen Fußballliga, der Divizia A. In seiner zweiten Saison wurde er zum Stammspieler und hatte maßgeblichen Anteil daran, dass der FC Argeș im Jahr 1979 die Meisterschaft gewann sowie ein Jahr zuvor die Vizemeisterschaft erreicht hatte.
Nachdem der FC Argeș in der Saison 1981/82 an die vorherigen Erfolge nicht mehr anknüpfen konnte, verließ Bărbulescu den Verein und wechselte zum FC Olt Scornicești. Im Sommer 1983 wurde er als Student an der Universität Craiova zugelassen, sein Wechsel zu Universitatea Craiova scheiterte jedoch an dem Einwand von Lică Bărbulescu, einem Schwager Nicolae Ceaușescus.
Bereits in der Winterpause der Saison 1983/84 verließ er den FC Olt wieder und schloss sich Petrolul Ploiești an, das seinerzeit gegen den Abstieg kämpfte. Diesen konnte Petrolul aber auch mit Bărbulescu nicht mehr verhindern.
Im Jahr 1984 erhielt Bărbulescu die Möglichkeit, zu Steaua Bukarest, einem der damals besten Vereine Europas, zu wechseln. In den drei Jahren, die er in Bukarest blieb, konnte er seine größten Erfolge einfahren. Neben drei Meisterschaften und zwei Pokalsiegen gelang im Jahr 1986 mit dem Gewinn des Europapokals der Landesmeister der größte Erfolg eines rumänischen Vereins überhaupt. Im gleichen Jahr folgte der Europäische Supercup.
Nachdem Bărbulescu nicht mehr regelmäßig zum Einsatz gekommen war, kehrte er 1987 zu Petrolul Ploiești zurück. Hier wurde er aber ebenso wenig eingesetzt wie beim FC Argeș Pitești, zu dem er in der Winterpause 1987/88 wechselte. Nach zwei weiteren Stationen in der Divizia B bei Dacia Pitești und Callatis Mangalia beendete er im Jahr 1991 seine aktive Laufbahn.

### Nationalmannschaft
Bărbulescu kam zu fünf Einsätzen für die rumänische Fußballnationalmannschaft, ohne jedoch ein Tor zu erzielen. Sein erstes Länderspiel bestritt er am 13. Mai 1979 gegen Zypern. Die weiteren Einsätze folgten sporadisch bis 1987.

## Karriere als Trainer
Bărbulescu war im Jahr 2005 als Trainer im Jugendbereich von FC Argeș Pitești tätig. Später arbeitete er als Jugendtrainer für Steaua Bukarest.

## Erfolge als Spieler
- Europapokalsieger der Landesmeister: 1986
- UEFA-Super-Cup-Sieger: 1986
- Rumänischer Meister: 1979, 1985, 1986, 1987
- Rumänischer Pokalsieger: 1985, 1987

## Sonstiges
Ilie Bărbulescu war der Vater von Andrei Bărbulescu (* 1984), der als Innenverteidiger in der Saison 2007/08 in der Liga III Kapitän der zweiten Mannschaft von FC Argeș Pitești war und der beim Pokalspiel gegen CS Concordia Chiajna in der ersten Mannschaft debütierte.